# Michiel van Kempen
Michaël Henricus Gertrudis "Michiel" van Kempen (Oirschot, 4 de abril de 1957) es un escritor, historiador y crítico literario neerlandés, así como recopilador de un gran número de antologías de literatura en lengua neerlandesa del Caribe (Surinam, las Antillas Neerlandesas y Aruba).

## Biografía
Nace en Oirschot, en el Brabante Septentrional. Después de los estudios secundarios en Eindhoven, estudia Lengua neerlandesa en la Universidad de Nimega. El 5 de junio de 2002 comienza el doctorado en la Universidad de Ámsterdam con el quinto volumen Een geschiedenis van de Surinaamse literatuur (Historia de la literatura de Suriname), publicado en dos volúmenes en 2003. En 1400 páginas cuenta la historia oral y literaria de Surinam.
Entre 1980 y 1987 Van Kempen imparte clases sobre el idioma neerlandés en Nimega (1980-1982), y en Paramaribo, capital de Surinam (1983-1987). En Surinam también ha trabajado y enseñado la crítica literaria y la escritura creativa en la Academie voor Hoger Kunst - en Cultuuronderwijs además de ser coordinador de la sección literaria del Ministerio de la Educación y la Cultura.
Entre 1991 al 1995 ha coordinado el proyecto Suriname en la Biblioteca de la Universidad de Ámsterdam, que diera como fruto el Suriname-catalogue, con unas 8000 voces. Entre 1994 y 1998 también trabajó como investigador científico en la Universidad de Ámsterdam. Da conferencias para las mayores universidades europeas y del resto del mundo. Es consultor por los festivales, editoriales. Desde el 1 de septiembre de 2006 Van Kempen desempeña la labor de profesor especializado en literatura caribeña de lengua neerlandesa en la Universidad de Ámsterdam.

## Bibliografía

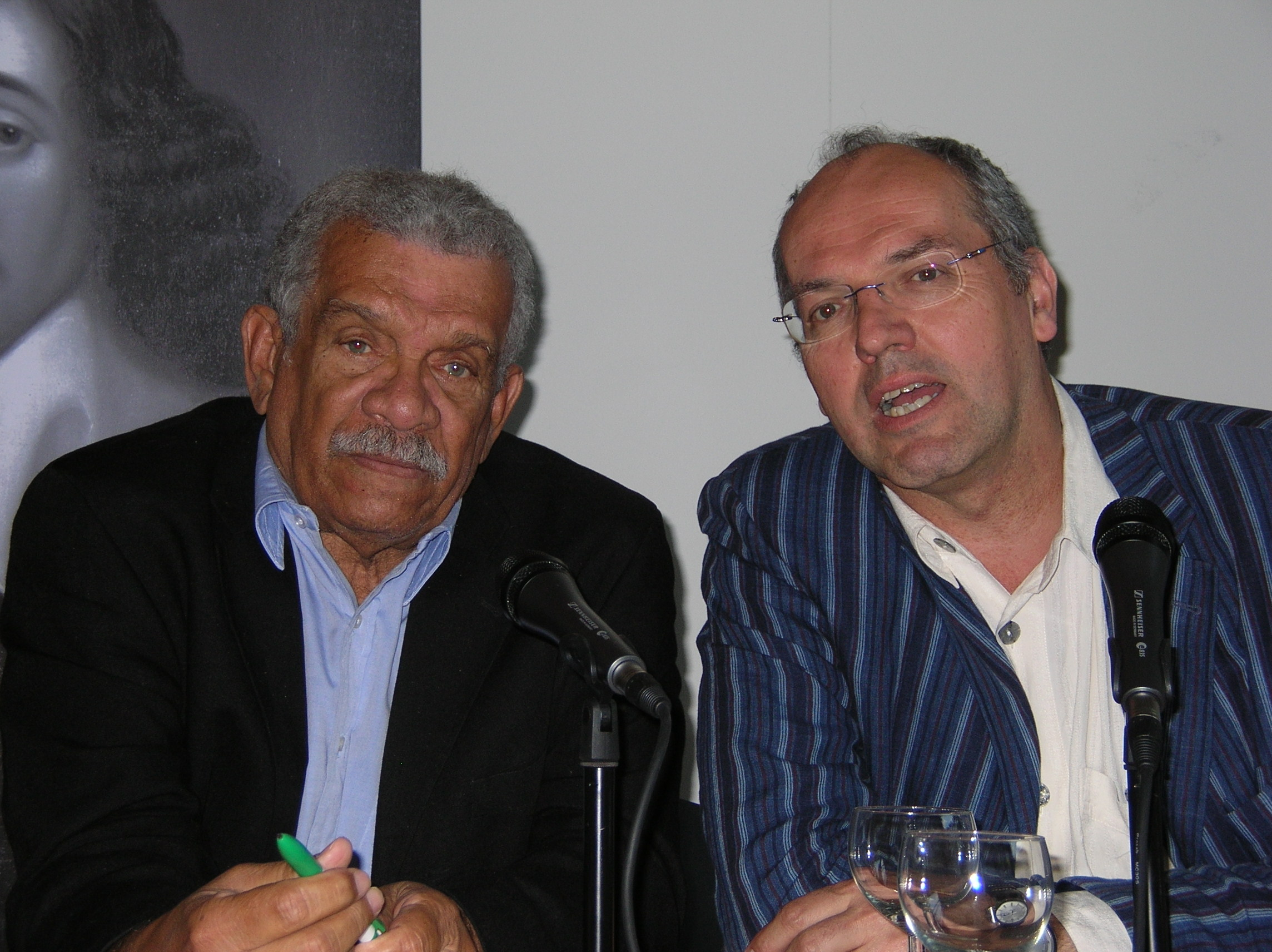
van Kempen junto al Premio Nobel Derek Walcott

### Prosa
- Windstreken. De Volksboekwinkel, Ámsterdam 1992. (historias cortas)
- Bijlmer, oh Bijlmer! Wilfred du Bois & Margriet Walinga, Ámsterdam 1993. (historias cortas)
- Ik ben Nalini en ik ben een buitenbeentje. Kennedy Stichting, Paramaribo 1993.(historia corta)
- Plantage Lankmoedigheid; roman. In de Knipscheer, Haarlem 1997. (novela)
- Het Nirwana is een lege trein: reisverhalen over India. In de Knipscheer, Ámsterdam 2000. (historia sobre viajes)
- Pakistaanse nacht en andere verhalen. In de Knipscheer, Haarlem 2002. (historias cortas)
- Vluchtwegen; roman. De Geus, Breda 2006. (novela)

### Prosa con seudónimos
- Mani Sapotille, Het tweede gezicht. De Volksboekwinkel, Paramaribo 1985. (literatura juvenil)
- Winston Leeflang, Landmeten. In de Knipscheer, Ámsterdam 1992. (historias cortas)
- Winston Leeflang, Heer Slaapslurf. Lees Mee, Paramaribo 1993. (literatura infantil)

### Poesía
- Wat geen teken is maar leeft. In de Knipscheer, Haarlem 2012.

### Crítica literaria
- De knuppel in het doksenhok. De Volksboekwinkel, Paramaribo 1987. (ensayo)
- De Surinaamse Literatuur 1970-1985, een documentatie. De Volksboekwinkel, Paramaribo 1987.
- Surinaamse schrijvers en dichters. De Arbeiderspers, Ámsterdam 1989.
- Woorden die diep wortelen. Fotografie: Michel Szulc-Krzyzanowski. Teksten: Michiel van Kempen. Voetnoot, Ámsterdam 1992. (Traducción al español: Palabras de raíz profunda Fotografía: Michel Szulc-Krzyzanowski. Texts: Michiel van Kempen. Translation: Sam Garrett. Voetnoot, Ámsterdam 1992.)
- De geest van Waraku; kritieken over Surinaamse literatuur. Zuid, Haarlem/Brussel 1993. (críticas literarias)
- Woorden op de westenwind. Fotografie: Michel Szulc-Krzyzanowski. Teksten: Michiel van Kempen. In de Knipscheer, Ámsterdam 1994.
- Suriname verbeeld. Amsterdam: Vrienden van de Universiteitsbibliotheek, 1995. (ensayo)
- Suriname-Catalogus van de Universiteitsbibliotheek van Amsterdam. Samengesteld door Kees van Doorne en Michiel van Kempen. Universiteitsbibliotheek van Amsterdam, Ámsterdam 1995.
- Kijk vreesloos in de spiegel; Albert Helman 1903-1996. In de Knipscheer, Haarlem 1998. (ensayos)
- Tussenfiguren; schrijvers tussen de culturen. Edited with Elisabeth Leijnse. Het Spinhuis, Ámsterdam 1998; aangevulde herdruk 2001. (ensayos)
- Tussen droom en werkelijkheid: een keuze uit de literaire pagina van de Ware Tijd. Okopipi, Paramaribo 2001. (ensayos, junto a otros autores)
- Wandelaar onder de palmen; opstellen over koloniale en postkoloniale literatuur en cultuur; opgedragen aan Bert Paasman. Editado junto a Piet Verkruijsse y Adrienne Zuiderweg. KITLV, Leiden 2004. (Boekerij 'Oost en West'.)
- Een geschiedenis van de Surinaamse literatuur. Okopipi, Paramaribo 2002. (doctorado; 5 vols.)
- Een geschiedenis van de Surinaamse literatuur. De Geus, Breda 2003. (edición comercial de la tesis doctoral en 2 vols.)
- Welcome to the Caribbean, darling! De toeristenblik in teksten uit de (voormalige) Nederlandse West. Vossiuspers UvA, Ámsterdam 2007. (lectura inaugural)

### Ensayos
- Cityscapes + birdmen. Photography Jacquie Maria Wessels. Text Michiel van Kempen. Voetnoot, Antwerpen 2010.

### Antologías
- Helias achterna. Dekker & Van de Vegt, Nijmegen 1984. (history of the literature in Nijmegen, edited with Margreet Janssen Reinen)
- Nieuwe Surinaamse Verhalen. De Volksboekwinkel, Paramaribo 1986.
- Verhalen van Surinaamse schrijvers. De Arbeiderspers, Ámsterdam 1989.
- Hoor die tori! Surinaamse vertellingen. In de Knipscheer, Ámsterdam 1990.
- Ander geluid. Nederlandstalige literatuur uit Suriname. Ed. Jos de Roo in cooperation with Michiel van Kempen and F. Steegh. Coördinaat Minderheden Studies Rijksuniversiteit Leiden, Leiden 1991.
- Michaël Slory, Ik zal zingen om de zon te laten opkomen. In de Knipscheer, Ámsterdam 1991.
- Het Verhaal Aarde. Bridges Books/Novib, Den Haag/Amsterdam 1992.
- Sirito. Vertellingen van Surinaamse bodem. Kennedy-stichting, Paramaribo 1993.
- Privé Domein van de Surinaamse letteren; Het Surinaamse literatuurbedrijf in egodocumenten en verspreide teksten. Surinaams Museum, Paramaribo 1993.
- Albert Helman, Adyosi/Afscheid. Stichting IBS, Nijmegen 1994. (edición de texto)
- Spiegel van de Surinaamse poëzie. Bijeengebracht, van een inleiding en aantekeningen voorzien door Michiel van Kempen. Meulenhoff, Ámsterdam 1995.
- Eeuwig Eldorado. Boekenweekmagazine 1996. CPNB, Ámsterdam 1996. (junto a colaboradores)
- Vrijpostige kwatrijnen: een huldebundel voor Hugo Pos. In de Knipscheer, Haarlem 1998.
- Cándani, Zal ik terugkeren als je bruid. Ámsterdam 1999.
- Mama Sranan: twee eeuwen Surinaamse verhaalkunst. Contact, Ámsterdam 1999, herdruk 2002.
- Michaël Slory, In de straten en in de bladeren. Paramaribo 2000.
- Een geparkeerde kameel: gedichten van Kamil Aydemir e.a. Dunya, Róterdam 2002.
- Bernardo Ashetu, Marcel en andere gedichten. Okopipi, Paramaribo 2002.
- Het dolpension van de hemel. Dunya Poëzieprijs 2002. Bekroonde gedichten en ander werk van de prijswinnaars. Martijn Benders [e.a.]. Bèta Imaginations/Stichting Dunya, Róterdam 2003. (Dromologya 12.)
- Septentrion, 33 (2004), no. 1, 1.er trimestre. (introducción y textos)
- Literatuur & maatschappij. [Special issue of] Oso, tijdschrift voor Surinamistiek, 23 (2004), nr. 1, mei. (ed. with Peter Meel)
- Noordoostpassanten; 400 jaar Nederlandse verhaalkunst over Suriname, de Nederlandse Antillen en Aruba. Samengesteld, ingeleid en van aantekeningen voorzien door Michiel van Kempen en Wim Rutgers. Contact, Ámsterdam 2005.
- Shrinivási 80 Jubileumbundel. Ed. by Michiel van Kempen & Effendi N. Ketwaru. Paramaribo 2006.
- Voor mij ben je hier; verhalen van de jongste generatie Surinaamse schrijvers. Meulenhoff, Ámsterdam 2010.
- Bernardo Ashetu, Dat ik je liefheb; gedichten. In de Knipscheer, Haarlem 2011.

### Traducciones
- Jit Narain, Waar Ben Je Daar/Báte huwán tu kahán. SSN, Paramaribo 1987. (introducción)
- Kardi Kartowidjojo, Kèhèng. Afd. Cultuurstudies Ministerie van Onderwijs, Paramaribo 1988. (junto a Johan Sarmo y Hein Vruggink)
- Kamala Sukul, Wandana. 's-Gravenhage 1989.
- Cándani, Ghunghru tut gail/ De rinkelband is gebroken. NBLC/ De Volksboekwinkel, 's-Gravenhage/Paramaribo 1990.

### Teatro
- De telefoon (1992).
- Burenruzies (1994).
- De eer van het lintje (1994, staged by Felix Burleson).
- Maatpak (staged by Felix Burleson, Róterdam, febrero de 2003)

### Scenarios
- Brokopondo, verhalen van een verdronken land. (dir. by John Albert Jansen, broadcasted VARA, 1994).
- En nu de droom over is... De dichter Michaël Slory. (dir. by John Albert Jansen, broadcasted by VARA, 1996).
- Shrinivási: verlangen niet en eindelijk geen verdriet (dir. by Ram Soekhoe and Elles Tukker, OHM, 2001). (cooperación)
- Wie Eegie Sanie (dir. by John Albert Jansen, NPS, 2004). (cooperación)